# Tord ventreclar
El tord ventreclar (Turdus amaurochalinus) és un ocell de la família dels túrdids (Turdidae).

## Hàbitat i distribució
Habita boscos, vegetació de ribera i medi urbà, per l'est dels Andes a Bolívia, Paraguai i centre i sud-est del Brasil, cap al sud a Uruguai i nord i centre de l'Argentina.